# Big Lake (Alaska)
Big Lake es un lugar designado por el censo situado en el borough de Matanuska-Susitna en el estado estadounidense de Alaska. Según el censo de 2010 tenía una población de 3350 habitantes.

## Demografía
Según el censo de 2010, Big Lake tenía una población en la que el 86,1% eran blancos, 0,2% afroamericanos, 7,0% amerindios, 0,5% asiáticos, 0,1% isleños del Pacífico, el 0,7% de otras razas, y el 5,4% pertenecían a dos o más razas. Del total de la población el 3,1% eran hispanos o latinos de cualquier raza.

## Localidades adyacentes
El siguiente diagrama muestra a las localidades más próximas a Big Lake.